# 今岡諒平
今岡 諒平（いまおか りょうへい、1990年3月1日 - ）は、元プロ野球審判員。
日本野球機構審判部関西支局所属。審判員袖番号は61。

## 来歴・人物
岡山県立笠岡商業高等学校卒業。2013年3月1日にプロ野球審判員となる。審判員としては珍しいサウスポーである。
2017年度のウエスタン・リーグ表彰で、優秀審判員に選出された。2018年4月25日の東京ヤクルトスワローズ対阪神タイガース戦で一軍初出場を果たした。
2020年シーズンの審判員一覧には今岡の名前がなく、後年に発表されたプロ野球在籍審判員名簿にも在籍期間が2019年までと示され退職したことが明らかになった。

## 問題になった判定
2019年4月21日、中日ドラゴンズ対東京ヤクルトスワローズ第6回戦（ナゴヤドーム）に二塁塁審として出場。5回表（ヤクルトの攻撃）、一死二塁で上田剛史の打球は二塁後方への飛球となる。中日の二塁手、堂上直倫はこれを捕球したあと、二塁走者の雄平が離塁していたので二塁へ送球し、遊撃手の京田陽太が二塁に触球したが、今岡はセーフと判定した。中日の与田剛監督からの要請によるビデオ判定を経て判定が覆り、併殺が成立した。中日はこの件について、今岡がプレーを見ていなかったのに判定を下したとして、翌4月22日に日本野球機構（NPB）に見解を問う意見書を出し、NPBはこれに即日回答し、今岡がプレーを見ずに判定したと認めた。中日は回答を受け取るも「内容が不完全」だとして改めてメールにより照会をした上で、24日に記者会見を開き、加藤宏幸球団代表は、今岡が試合後に「見てました」と発言したとする報道があったことに不信感を抱いたが、「真摯な回答があった。本件はこれで終わり」と述べ、これ以上問題にしないことを表明した。なお、今岡が一軍公式戦の審判員を務めた試合はこれが最後となった。

## 審判員出場記録
- 初出場：2018年4月25日、東京ヤクルトスワローズ対阪神タイガース第4回戦（坊っちゃんスタジアム） - 二塁塁審
- 出場試合数：14試合
- オールスターゲーム出場：なし
- 日本シリーズ出場：なし

## 表彰
- ウエスタン・リーグ優秀審判員：1回（2017年）